# Карточные игры со взятками
Карточные игры со взятками — класс карточных игр, в которых контракт состоит из некоторого количества кругов, где разыгрываются взятки. Цель игры в них — набрать оптимальное количество взяток или очков, связанных со взятками. Это наиболее широкая категория, их история восходит к самому зарождению карточных игр в XV веке в Европе.

## Правила
Перед очередным кругом игры раздаётся одинаковое количество карт каждому игроку. Для многих игр со взятками характерны два этапа в каждой игре: торговля за право назначить контракт и розыгрыш.
Торговля (или аукцион) — часть розыгрыша, в котором определяется, кто из игроков (или команд), сделав самую высокую заявку, получает право на розыгрыш контракта и определение козыря (если это предусмотрено правилами игры).
Розыгрыш состоит из нескольких кругов, где разыгрываются взятки игроков. Под взяткой понимаются разные понятия.
- Полный розыгрыш круга, ход картой начинающего игрока и ответ каждого из участников, в соответствии с правилами[3]. Таким образом, если в игре участвуют 3 игрока, взятка состоит из трёх ходов игроков тремя картами. Выигрывает взятку игрок, номинал карты которого во взятке, согласно правилам игры, наивысший.
- Также под взяткой в более общем смысле может пониматься сам факт выигрыша и выигранные карты («игрок получил 6 взяток»)[4].

Игроки могут выкладывать карты рубашкой вниз на стол, а после розыгрыша взятки выигравший её игрок забирает карты себе (преферанс, тысяча). Если турнир проводится по дубликатной системе (бридж), игроки только показывают противникам номинал карты, оставляя её себе. При этом взятки, которые принадлежат игроку (команде), выкладываются короткой стороной, а принадлежащие противнику — длинной стороной игральной карты к себе.
При розыгрыше взятки, в соответствии с правилами конкретной игры определяется победитель, который выигрывает взятку. Во многих разновидностях игр существует понятие козыря, дающего преимущество при розыгрыше взятки. Игрок, начинающий розыгрыш, в контракте определяется по правилам. В преферансе это следующий по часовой стрелке за сдававшим карты. В игре червы заходит тот у кого 2♣. Далее в большинстве игр со взятками заходят те, кто выиграл последнюю взятку.
Количество кругов определяется количеством карт в игре. В преферансе 10 кругов (10* 3 игроков + 2 в прикупе). В бридже 13 кругов (4 × 13 = 52).

## Соревнования
Характерной для игр на взятках является возможность проведения турниров по дубликатной системе, что позволяет полностью исключить случайный фактор. При этом варианте все расклады карт до начала турнира определяются (случайным образом) судейской коллегией и раскладываются в специальные футляры. Теперь задача игроков, используя одинаковый расклад, добиться на нём лучшего результата, чем противник. Именно по такой системе проводятся соревнования по спортивному бриджу начиная с 1950-х годов.
Дубликатные турниры, однако, гораздо более сложны организационно. Поэтому также популярны олимпийский, а также, менее распространённый, компенсационный варианты. Интернет-сайты, где можно поиграть в карточные игры онлайн, предлагают различные варианты проведения турниров.

## Классификация
В зависимости от правил игры со взятками можно разделить их по принципу оценки стоимости взятки и розыгрыша контракта.

### По количеству взяток
К таким играм относятся преферанс, бридж, кинг, вист, пикет, блэкаут. Победителю, согласно контракту, может быть необходимо взять максимальное или минимальное количество взяток, либо количество, в точности равное заказанному при торговле. Существуют варианты, где необходимо взять одну конкретную взятку и тем самым выиграть контракт (кинг).

### По количеству очков
К таким играм относятся тысяча, деберц, белот, скат, золе, ясс, полиньяк. Каждая взятка приносит игроку, взявшему её, некоторое количество очков в зависимости от стоимости карт, принятой в конкретной игре (обычно: туз — 11 очков, десятка — 10, король — 4, дама — 3, валет — 2, девятка и ниже — 0 очков).
Одни из наиболее древних игр — игры с картами Таро также относятся к играм, где необходимо набирать определённое количество очков.

### Прочие
Существует также класс карточных игр, условно относящихся к играм со взятками. В них разыгрываются «псевдо-взятки». Например, в игре круг не завершается одним ходом каждого игрока, а продолжается несколько раз, пока один из игроков окончательно не выиграет взятку. Большинство таких игр распространены на Дальнем Востоке.
Также сюда относят игры, суть которых в том, чтобы собрать определённую комбинацию карт или избавиться от карт, такие как канаста, дурак, верю не верю.